# The Real Mckenzies
The Real McKenzies es una banda punk canadiense de influencia celta fundada en Vancouver, Canadá, en 1992.
Además de la escritura y la realización de música original, Real McKenzies resucita canciones tradicionales escocesas, dándoles un nuevo sonido influenciado por el punk. La banda da giras muy a menudo, incluyendo una de ocho meses, 23 países de gira en una camioneta. En algunos de estos viajes, han compartido escenarios con Rancid, Dragstrip Riot, NOFX, Flogging Molly, Rough Chukar, The Misfits, Metallica, The Rookers, Voodoo Glow Skull e incluso Shane MacGowan.
Sus canciones han sido utilizadas en los anuncios de cerveza y en videojuegos como Tony Hawk Underground.

## Componentes

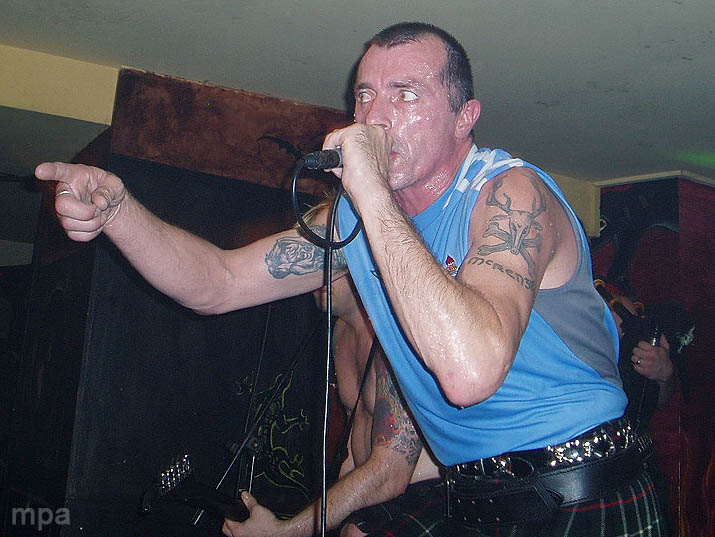
Paul McKenzie con la camiseta del Celta durante un concierto en Vigo en el 2005 (Sala Anoeta)

- Paul McKenzie: voz
- Dan Garrison: guitarra, coros
- Luis Cao "Aspy": gaita, coros
- Troy Zak: bajo, coros
- Jessie Pinner: batería, coros
- Jonno: guitarra, coros

## Discografía
- Real McKenzies, 1995
- Clash of the Tartans, 2000
- Loch'd and Loaded, 2001
- Pissed Tae Th' Gills, 2002
- Oot & Aboot, 2003
- 10,000 Shots, 2005
- Off The Leash, 2008
- Shine Not Burn, 2010
- Westwinds, 2012
-Rats In The Burlap, 2015
- Two Devils Will Talk,  2017
- Beer And Loading, 2020
- Songs of the Highlands, Songs of the Sea, 2022

## Recopilatorios
- Short Music for Short People,1999
- Alpha Motherfuckers - A Tribute To Turbonegro, 2001
- Agropop Now, 2003
- "Floyd" A Free punk compilation CD handed out at the 2001 Warped Tour